# Bison (entreprise)
Pour les articles homonymes, voir Bison.
Bison est une société de production américaine de cinéma fondée en mai 1909 par Adam Kessel Jr, Charles Bauman et Fred J. Balshofer, afin de s'opposer à la mainmise, alors quasi totale, de la production cinématographique par le trust "Motion Picture Patents Company". La compagnie se spécialisa très vite dans la production de westerns.
En 1911, la société signa désormais ses productions sous le nom « Bison 101 », à la suite de l'engagement de la troupe du cirque Californien : « Ranch 101 ».
En 1912, la compagnie fusionna avec d'autres sociétés qui deviendra Universal.

## Principaux réalisateurs
- Fred J. Balshofer
- Allan Dwan
- Francis Ford
- Thomas H. Ince
- Fred Kelsey
- Henry MacRae
- George Marshall
- Frank Montgomery
- Otis Turner
- Ben F. Wilson